# Gaby Hauptmann
Gaby Hauptmann (* 14. května 1957, Trossingen, Baden-Württenberg) je nejúspěšnější německá spisovatelka a novinářka.

## Biografie
Gaby se narodila do rodiny grafika Arthura Hauptmanna a jeho ženy Heidi v Trossingen. Jejím dědečkem byl malíř Karel Hauptmann. Od roku 1982 žije s dcerou v Allensbachu u Bodamského jezera. V mládí dosáhla žurnalistického vzdělání v regionálních novinách Südkurier v Kostnici. Po dvou letech na cestách pro Südkurier začala Gaby Hauptmann pracovat samostatně. Od roku 1987 pracovala jako šéfredaktorka pro Seefunk Radio Bodensee. Od roku 1987 pracovala v německém rozhlasu (např. pro Südwestfunk), posléze pracovala jako autorka, producentka a režisérka pro televizi (např. pro Hessischer Rundfunk).
První knihu vydala v roce 1994 pod názvem Alexa, die Amazone (překlad: Amazonka Alexa), brzy potom vydala svůj bestseller Hledám impotentního muže, po něm následovaly další velmi úspěšné romány. Od roku 2005 vychází série románů pro mladistvé Kaya - frei und stark. Její knihy byly vydány v nákladu přes deset milionů výtisků a přeloženy do více než 35 jazyků po celém světě.

### Romány (výběr)
- Kája míří do černého (orig. 'Kaya schiesst quer'). 1. vyd. Stabenfeldt Praha, 2005. 128 S. Překlad: Miroslava Nejedlá

- Příliš mnoho mužnosti (orig. 'Eine Handvoll Männlichkeit'). 1. vyd. Ikar, 1995. 256 S. Překlad: Olga Kolečková
- Hledám impotentního muže (orig. 'Suche impotenten Mann fürs Leben'). 1. vyd. Ikar, 1995. 304 S. Překlad: Zuzana Soukupová

### Knihy pro děti
- Rocky der Racker. Hamburk : Ed. Riesenrad, 2003. 32 S. Ilustrace: Karin Hauptmann. Překlad: nebylo dosud přeloženo